# Informaciones
Informaciones fou un periòdic espanyol conservador fundat per Leopoldo Romeo, que inicià la seva publicació el 1922. El 1935 van organitzar la primera edició de la Volta a Espanya. Va estar vinculat en els seus inicis al banquer Joan March i en els anys previs a la mort del dictador Francisco Franco va donar cabuda a veus dissidents amb el sistema. En aquells anys incorporà un model de periodisme àgil i modern que li va valdre ser considerat el periòdic precursor de la transició. El diari, després de nombrosos cessaments de l'activitat i un expedient de tancament, va deixar d'imprimir-se el 1983. Fins a la seva desaparició era considerat un dels diaris pioners de la premsa vespertina a Madrid, on competia amb el Diario Pueblo.